# Icebreaker (Unternehmen)
Icebreaker ist ein neuseeländisches Unternehmen für Outdoor-Bekleidung, das sich auf Funktionskleidung aus Merinowolle spezialisiert hat.

## Unternehmensgeschichte
Der Marketingfachmann Jeremy Moon arbeitete als Wissenschaftler in Neuseeland. 1994 stellte ihm eine amerikanische Freundin Brian Brackenridge vor, einen Merinoschaf-Landwirt. Brackenridge hatte einen Prototyp eines Thermo-T-Shirts aus 100 Prozent Merinowolle bereits produzieren lassen. Als er dieses Moon zeigte, war dieser begeistert. Er erarbeitete einen Geschäftsplan, der zum Ziel hatte, als Erster ein Mehrschichtensystem aus Merinowolle für den Outdoorbereich zu entwickeln und die Produkte schließlich weltweit zu verkaufen. 1994 bestand sämtliche Outdoorkleidung noch aus Synthetik. 
Im Jahr 2016 konnte das Unternehmen, mit Sitz in Auckland, einen Umsatz von rund 140 Millionen Euro erzielen.
Im Jahr 2018 übernahm die US-amerikanische Bekleidungsfirma VF Corporation das Unternehmen.

## Produktion und Produkte
Im Jahr 2016 hatte das Unternehmen langfristige Abnahmeverträge mit Schafbauern aus Neuseeland abgeschlossen, um die Lieferkette fair und nachhaltig zu gestalten.
Das Produktsortiment umfasst Unterwäsche, Mittelschichten, Außenschichten, Socken und Zubehör für Männer, Frauen und Kinder. Die Produkte werden in 37 Ländern vertrieben.
Das Unternehmen beschäftigt bis zu 350 Menschen in Wellington sowie in den USA, Australien, Kanada, Deutschland, Frankreich, der Schweiz und der Tschechischen Republik.